# Marika Linntam

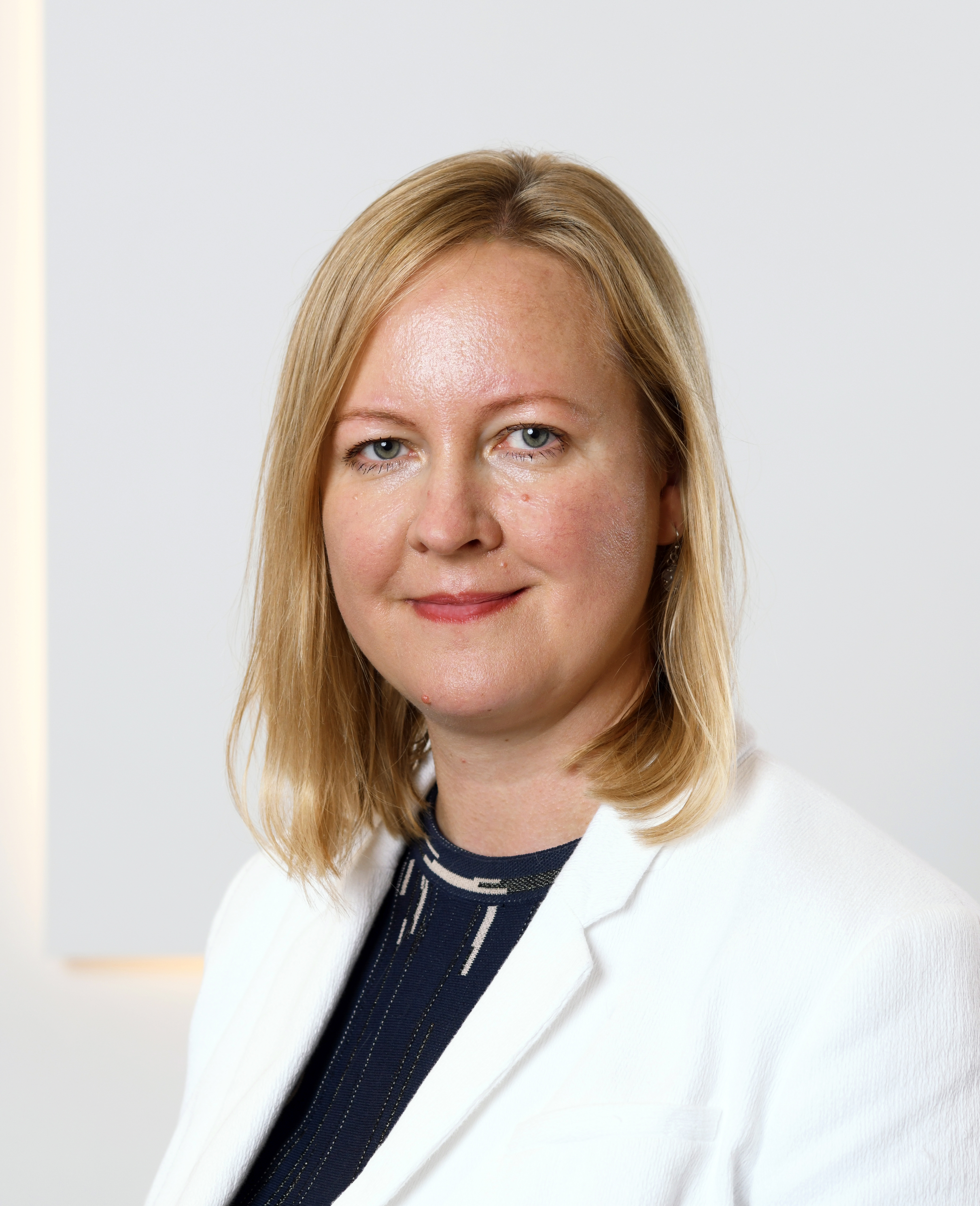
Marika Linntam (2022)

Marika Linntam ist eine estnische Diplomatin. Seit 2023 ist sie Botschafterin der Republik Estland in Berlin.

## Leben und Diplomatie
Marika Linntam schloss die Schule in der estnischen Hauptstadt Tallinn ab. Von 1997 bis 2001 studierte sie Rechtswissenschaft an der Universität Tartu. Ein Kurs im Europarecht führte sie auch an die Universität Trier. 2002/2003 absolvierte sie ein Masterstudium in Europarecht an der Universität Rennes 1. 
Im Mai 2001 trat Marika Linntam in den diplomatischen Dienst der Republik Estland ein. Von 2010 bis 2013 leitete sie das Europarechts-Referat in der Zentrale des estnischen Außenministeriums. Gleichzeitig vertrat sie Estland vor dem Europäischen Gerichtshof. Von 2013 bis 2018 war sie hochrangige Beamtin (Antici) in der Ständigen Vertretung Estlands bei der Europäischen Union in Brüssel. Von 2018 bis 2023 war Marika Linntam Leiterin der Europaabteilung des estnischen Außenministeriums.
Am 27. September 2023 überreichte Marika Linntam Bundespräsident Frank-Walter Steinmeier ihr Beglaubigungsschreiben als neue Botschafterin der Republik Estland in Berlin. Sie trat damit die Nachfolge von Botschafter Alar Streimann an.